# Universidad de Mobile
La Universidad de Mobile es una universidad bautista privada en Prichard, Alabama, en el condado de Mobile.  Está afiliada a la Convención Bautista de Alabama (Convención Bautista del Sur).

## Historia

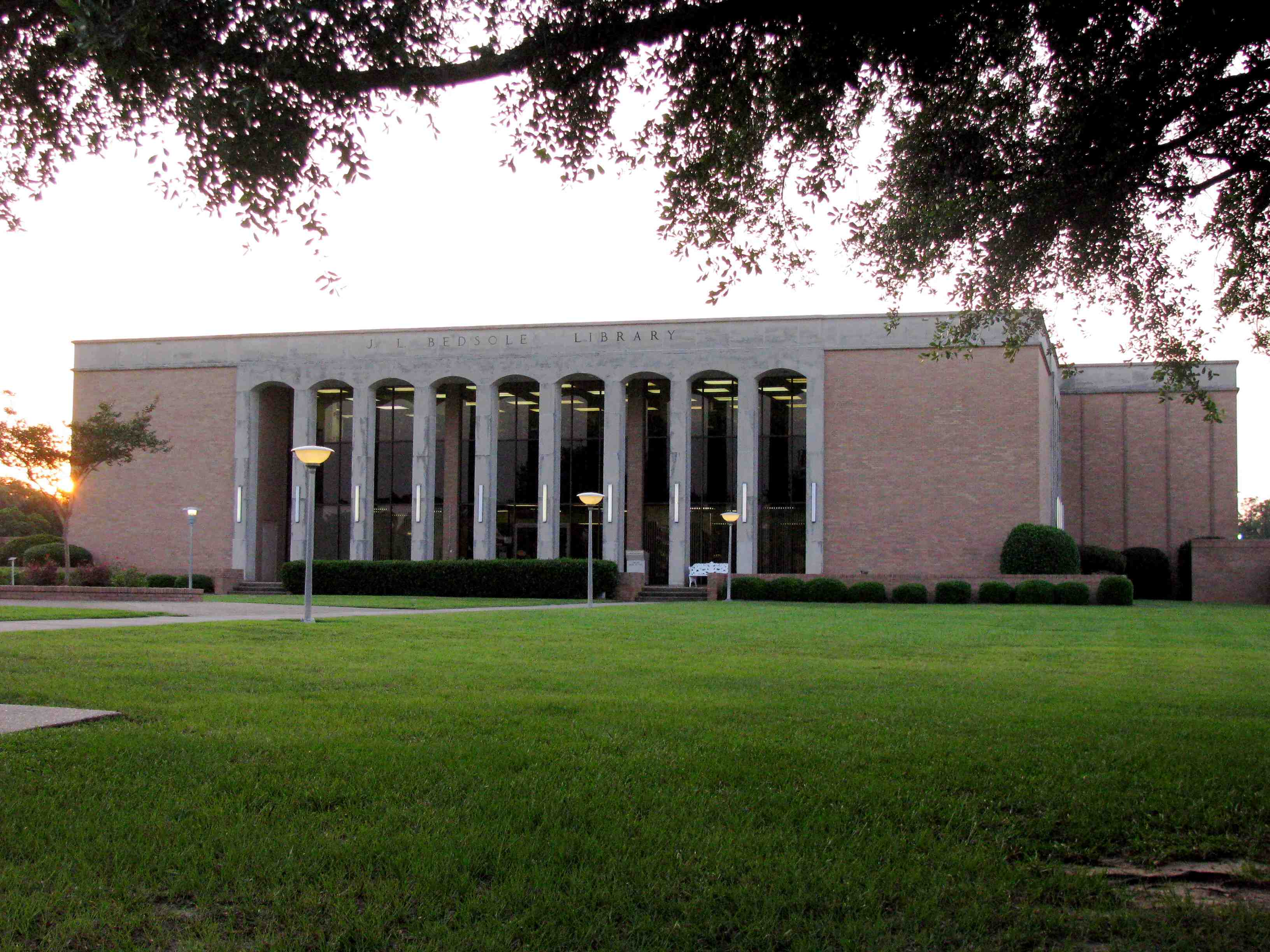
Biblioteca de suela de cama

La universidad fue fundada en 1961 por el Estado Bautista de Alabama bajo el nombre de Mobile College .  En 1993, la universidad pasó a llamarse Universidad de Mobile en referencia a su ubicación en el condado de Mobile, que no debe confundirse con la ciudad de Mobile.  Para el año 2018-2019 contó con 1.885 estudiantes. 

## Organización
La Universidad de Mobile está gobernada por un consejo de administración. Los miembros son recomendados por el presidente de la universidad, revisados por el Comité de Juntas de la Convención Estatal Bautista de Alabama y designados por la Convención Estatal Bautista de Alabama. Los fideicomisarios electos sirven términos de 4 años con reelección posible hasta un máximo de 12 años continuos, después de los cuales un individuo debe estar fuera de la junta durante al menos un año antes de ser elegible para regresar. Los fideicomisarios vitalicios deben haber ocupado un puesto electo en la junta durante 20 años y luego pueden ser presentados por el presidente para su elección al puesto vitalicio. En abril de 2008, la universidad tenía 33 administradores electos y cuatro administradores vitalicios. 

## Académica
- Universidad de Artes y Ciencias
- Escuela de Negocios
- Escuela de Estudios Cristianos
- Escuela de Educación
- Escuela de Enfermería
- La Escuela de Artes de Alabama

La Universidad de Mobile también ha establecido programas de asociación de ingeniería con la Universidad de Auburn y la Universidad del Sur de Alabama mediante los cuales los estudiantes pueden recibir una licenciatura de la Universidad de Mobile y una licenciatura en ingeniería de la universidad participante. 

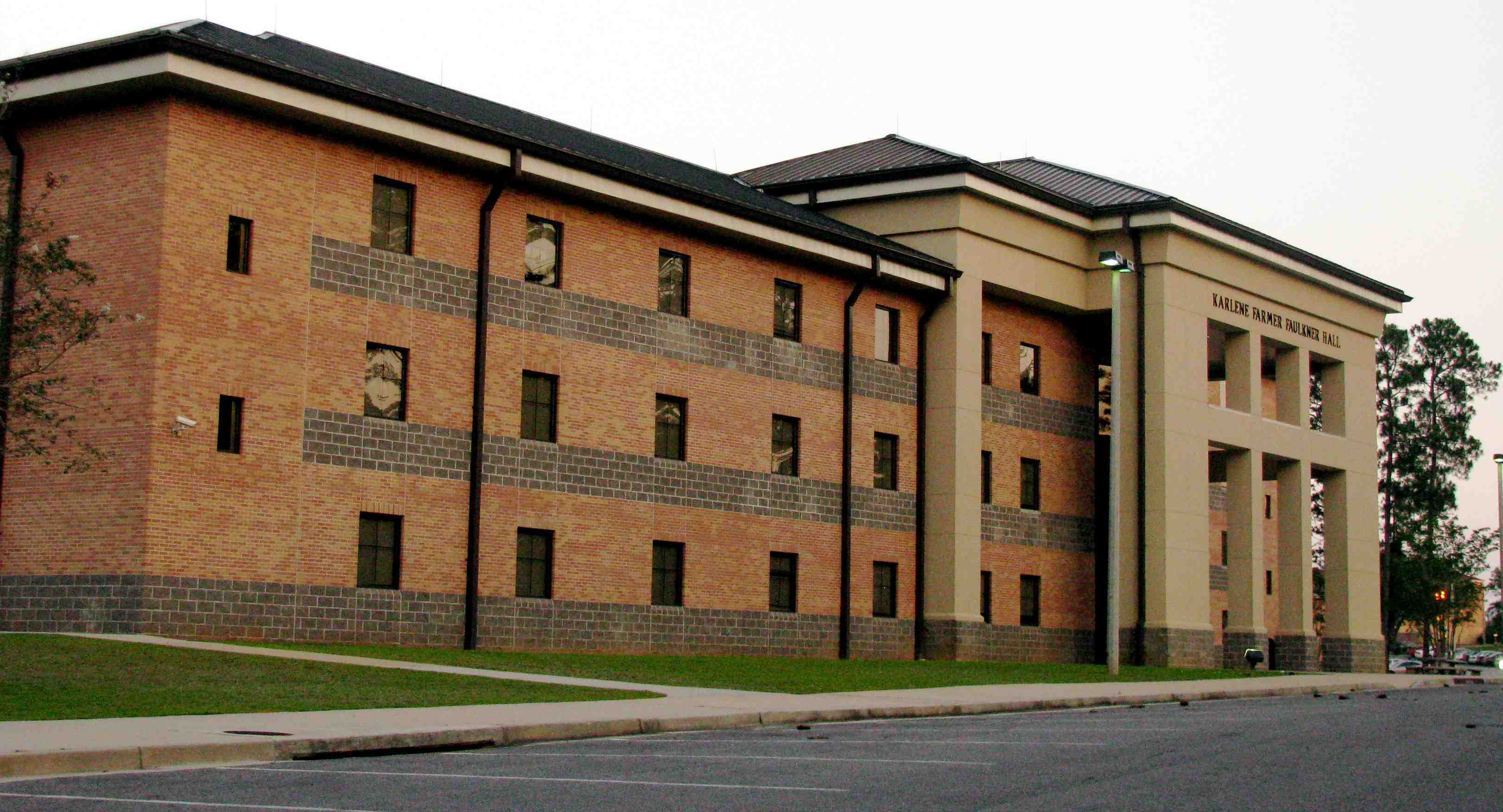
Residencia Faulkner

## Vida de estudiante
La Universidad de Mobile tiene 1.577 estudiantes de treinta estados y veinticuatro naciones.  En general, el sesenta y cinco por ciento de los estudiantes matriculados son del área de Mobile o de los condados circundantes, mientras que el diecisiete por ciento son de otras áreas de Alabama. El cuarenta por ciento del alumnado reside en el campus. El sesenta y cinco por ciento de los estudiantes son bautistas del sur . 

### Vida residencial
En sus inicios, Mobile College era enteramente una escuela de cercanías hasta que se completaron las primeras residencias universitarias, Arendall y Bedsole Halls (originalmente llamadas East y West Dorms, respectivamente). Junto con Arendall y Bedsole, el presidente Weaver también supervisó la adición de casas de campo, que finalmente se llamarían Avery Woods. El presidente Magnoli supervisó la incorporación de la cuarta unidad de alojamiento para estudiantes de la universidad, el Ingram Hall de tres pisos. Bajo el presidente Foley, la zona residencial universitaria se amplió para incluir Samford Hall, Faulkner Hall y Timbers.

## Atletismo
Los equipos atléticos de Mobile se llaman Rams. La universidad es miembro de la Asociación Nacional de Atletismo Intercolegial (NAIA), compitiendo principalmente en la Conferencia Atlética de los Estados del Sur (SSAC; anteriormente conocida como Conferencia Georgia-Alabama-Carolina (GACC) hasta después del año escolar 2003-04) desde el Año académico 2010-11. Los Rams compitieron anteriormente en la Conferencia Atlética de la Costa del Golfo (GCAC) de 1985–86 a 2009–10.
Mobile compite en 22 deportes universitarios interuniversitarios: los deportes masculinos incluyen béisbol, baloncesto, bolos, campo a través, golf, fútbol, tenis y atletismo (interior y exterior); mientras que los deportes femeninos incluyen baloncesto, voleibol de playa, bolos, campo a través, golf, fútbol, softbol, tenis, atletismo (interior y exterior) y voleibol; y los deportes mixtos incluyen equipos competitivos de porristas y espíritu.
Los colores de la universidad son el granate, el negro y el gris, y un carnero es la mascota. El programa intercolegial de la escuela comenzó en 1985 como uno de los primeros actos del recién nombrado presidente Magnoli. La universidad ganó campeonatos nacionales de tenis masculino en 1993; tenis femenino (1994); golf masculino, tenis masculino y fútbol femenino en 1997; golf femenino (1998); fútbol masculino (2002); y softbol femenino (2006). 

## Exalumnos notables
- Michael Azira - futbolista profesional
- Erin Bethea - actriz
- Big Daddy Weave - banda cristiana contemporánea
- Gina DeVettori - actriz
- Joe Espada - entrenador de béisbol profesional
- Donna Givens - política estadounidense de Alabama
- Miller Reese Hutchison : inventor de los audífonos y la bocina Klaxton, asociado de Thomas Alva Edison
- Sunny Mabrey - actriz
- JC Romero - jugador de béisbol profesional
- Saúl Rivera - jugador de béisbol profesional
- Sarah Thomas - árbitro de fútbol universitario y profesional